# Thelypteris nephelium
Thelypteris nephelium är en kärrbräkenväxtart som beskrevs av Alan Reid Smith och M. Kessler. Thelypteris nephelium ingår i släktet Thelypteris och familjen Thelypteridaceae. Inga underarter finns listade.